# ملاك (نيون جينيسيس إيفانجيليون)

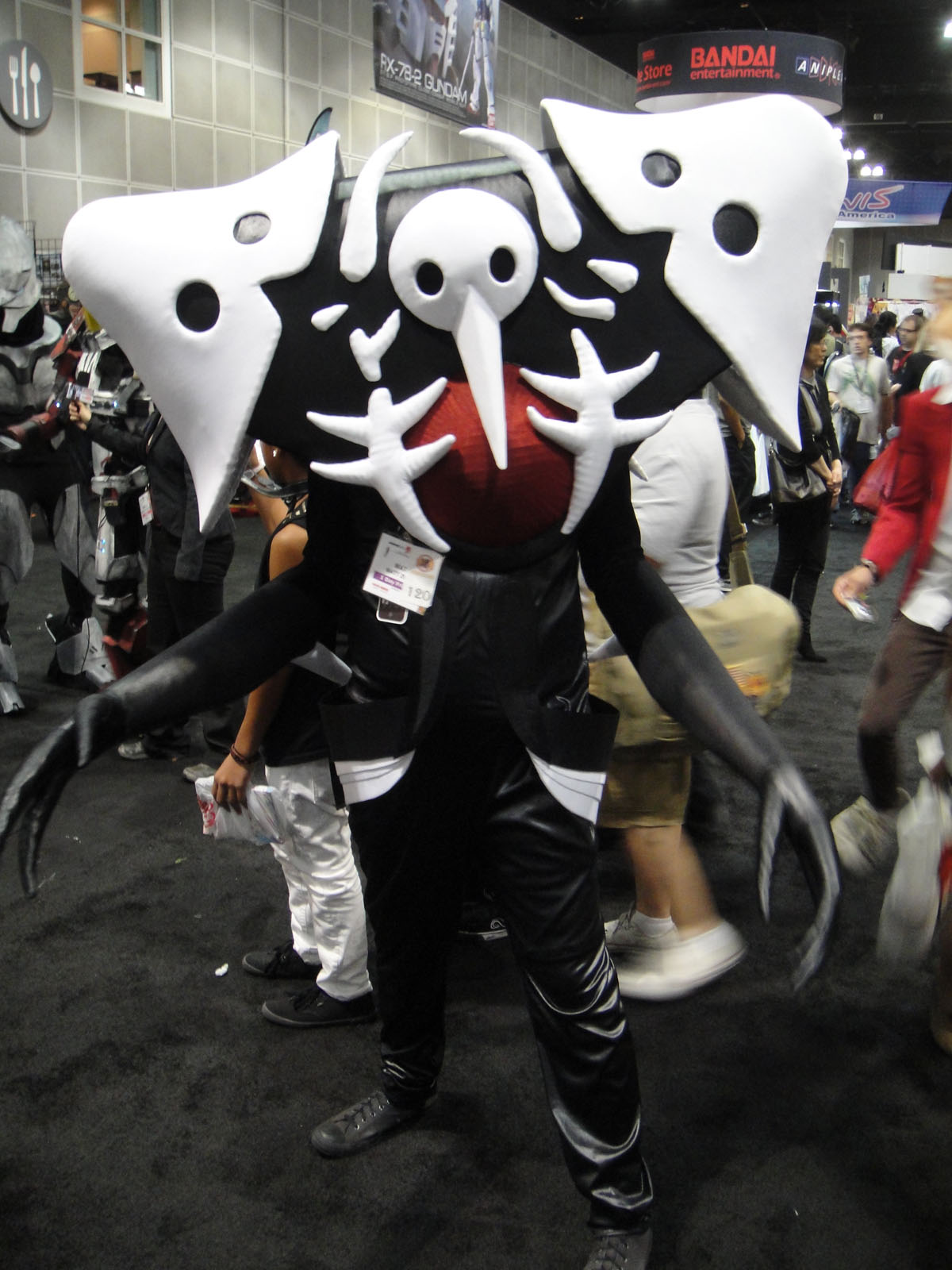
الشخصية في معرض الأنمي 2011

في الأنمي والمانغا نيون جينيسيس إيفانجيليون، الملائكة (使徒 Shito) هم كائنات تهاجم طوكيو-3 طوال القصة. وهم الأعداء الأساسيون في القصة وقام بتصميمهم يوشيوكي ساداموتو.

## الوصف
على الرغم من امتلاكهم لأشكال وقدرات مختلفة، الملائكة غالباً ما يمثلون بعناصر مشتركة متعددة، كإطلاق حقول A.T. محرك S²، والنواة الخارجية؛ التي عادة ما يكون تدميرها الوسيلة الوحيدة لهزيمة الملاك. على الرغم من تكونهم من أنماط مختلفة من المادة («تتسم بكل من خصائص الجسيمات والموجات، مثل الضوء»)، لكن الرمز الجيني للملائكة يحمل نسبة 99.89% مطابقاً للبشر.
الملاكان الأول والثاني، آدم وليليث، هما المنتجان للستة عشر البقية. في حين كون الملائكة الخمسة عشر الأوائل من أبناء آدم، البشر نفسهم هم أبناء ليليث. باستخدام قصة الكتاب المقدس عن الشجرة المحرمة، وصف الملائكة بأنهم أكلوا من «فاكهة الحياة»، التي أعطتهم الخلود. في نقطة أخرى، قيل بأن الملائكة مجرد مسار تطوري مختلف كان البشر على وشك اتخاذه.
في حين كون الكلمة اليابانية الأصلية المستخدمة للإشارة إلى الملائكة هي شِتو (使徒، رسول، حواري، شخص متطوع لغرض مقدس)، في مقابل الترجمة النموذجية لل«ملاك» كتينشي (天使، رسول السماء)، كانت الترجمة الإنجليزية قد خصصت من قبل غايناكس. كلمة «ملاك» نفسها مأخوذة من الكلمة الإغريقية لل«رسول» (ἄγγελος، أنجيلوس)، التي هي أيضاً مصدر الكلمة «إيفانجيليون».

## الملائكة

### آدم
الملاك الأول هو آدم (アダム Adamu)، مسمى إثر أول البشر في سفر التكوين في معتقدات الأديان الإبراهيمية. كل الملائكة، ما عدا ليليث وليلين، من نسل آدم ويمتلكون «فاكهة الحياة»، مصدر قوة الملائكة وخلودهم (تعرف أيضاً بمحرك S²). في لعبة الفيديو الجانبية نيون جينيسيس إيفانجيليون 2، ذكر بأن آدم والقمر الأبيض زرعا من قبل «الجنس السلفي الأول» المجهول، كمنشأ الحياة على الأرض.
اكتشف آدم مع القمر الأبيض مدفونين تحت أنتاركتيكا و، أثناء بعثة كاتسراغي، اختير ل«تجربة الاتصال» مع رمح لونغينوس. فشل التجربة أدى إلى ظهور «عملاق الضوء» (مشابه لإيفانجيليون)، حدوث الاصطدام الثاني، وتضاؤل جسم آدم إلى الشكل الجنيني، وزرعت روحه في جسد كاورو ناغيسا. قام ريوجي كاجي بتوصيل الجنين آدم في وقت لاحق إلى قائد نيرف، غيندو إيكاري، الذي قام بزرعه في كفه اليمنى و، في نهاية إيفانجيليون، حاول الاندماج جسدياً مع ريه عن طريق آدم بوضع يده اليمنى داخل جسدها.
خلايا مزروعة من آدم تعمل كأساس لكل وحدات إيفانجيليون ما عدا الوحدة-01، التي نمت من خلايا مزروعة من ليليث. في مانغا يوشيوكي ساداموتو، قام غيندو بابتلاع آدم الجنين واكتسب القدرة على إنشاء حقل A.T.

### ليليث
الملاك الثاني هي ليليث (リリス Ririsu)، مسماة إثر الامرأة الأولى في الميثولوجيا اليهودية. اكتشفت ليليث مع القمر الأسود تحت اليابان، التي تحولت إلى جيوفرونت، مع تسمية مكان تواجد ليليث بالدوغما النهائية. بعد تجربة اتصال يوي إيكاري مع إيفانجيليون الوحدة-01، وضعت روح ليليث داخل جسد ريه أيانامي.
ظهرت ليليث في بداية المسلسل كعملاق أبيض بدون سيقان، مع خصور وسيقان أجساد بشرية صغيرة منبثقة من بقايا خصرها. ليليث مصلوبة على صليب عملاق وترتدي قناعاً بثلاث أعين على الجانب الأيمن وأربع أعين على الجانب الأيسر، بنفس نمط شعار سيلي. صدر ليليث يسرب LCL بلا توقف من جرح غير مرئي. مشكلاً خزاناً ضخماً يستعمل لتزويده واستعماله في قوابس إدخال الإيفانجيليون. في لعبة الفيديو نيون جينيسيس إيفانجيليون 2، قيل بأن رمح لونغينوس المستعمل لإبقاء ليليث صنع في الأصل من أجل آدم، من المحتمل أن رمح ليليث الخاص فقد أثناء الاصطدام الأول. عندما أرى كاجي ليليث لميساتو كاتسراغي، افترض الاثنان بأن الذي يريانه هو آدم (كاورو تعرف بشكل صحيح على ليليث).
في نهاية إيفانجيليون، بعد رفض ريه لمحاولة غيندو لبدء طريقته في مشروع الواسطة باستخدام آدم الجنيني المزروع داخل كفه، ريه مع الجنين الذي امتصته اندمجا مع ليليث. الكائن الناتج، أخذ شكل ريه عملاقة مجنحة، وأنشأت حقل A.T. مضاد واسع الذي أبطل جميع حقول A.T. البشرية، معيداً إياهم إلى LCL.

### ساكييل
ساكييل (サキエル Sakieru)، الملاك الثالث، وهو الملاك الأول في الهجوم على طوكيو-3. ساكييل مخلوق عملاق شبيه بالبشر مع هياكل عظمية كبيرة على كتفيه وصدره، وهيكل يشبه الخيشوم على ساقيه، وأيدي ثلاثية الأصابع ووجه مميز ذو منقار (وجه ثانٍ، خلفه وإلى جانب الوجه الأول جزئياً، ظهر بعد انفجار لغم N² على الملاك). يستطيع إطلاق انفجارات طاقة قوية وبعيدة المدى، التي تشكل بوضوح صليباً مسيحياً بعد الانفجار، ومخلبان حادان يظهران خلال ذراعيه ويمتدان خلال ثقبين في كفيه كأسلحة هجومية (أثناء التقلص، يمتد المخلبان من مرفق الملاك). نواته تقع بشكل بارز في صدره.
بعد انتصاره بسهولة على قوات جيوش الأمم المتحدة التي أرسلت لهزيمته، أوقف ساكييل لفترة وجيزة بقنبلة N²، لكنه تعافى منها بسرعة. قاتل ساكييل بعد ذلك الوحدة-01، في معركة شينجي إيكاري الأولى ضد ملاك. في البداية، انتصر ساكييل على الوحدة-01، ثاقباً رأس الوحدة-01 بأحد مخالبه. لكن الوحدة-01 «هاجت»، اشتبكت مع ساكييل مرة أخرى، وألحقت ضرراً كبيراً لنواة الملاك، مع قطعة مكسورة من أحد أطراف الملاك. قام ساكييل بعدها بالالتصاق بالوحدة-01 وقام بالتدمير الذاتي؛ لكنه فشل في تدمير الوحدة-01.
يمتلك ساكييل قدرات تجدد، بشفائه من قنبلة N² في غضون ساعات. يبدو الملاك أيضاً ذا قدرات محدودة في تبديل هيكله الجسدي، كما ظهر عندما نفخ عضلات ذراعه لإيقاف صاروخ، وعندما كسر ذراع الوحدة-01، وعندما التصق بالوحدة-01 قبل التدمير الذاتي.
ساكييل مسمى إثر ملاك الماء (水の天使 Mizu no Tenshi). كلا شكلي وجهي ساكييل الشبيه بالطائر مستعملان في الترويج لنيون جينيسيس إيفانجيليون. في سلسلة إعادة بناء إيفانجيليون، ليليث في المبدئية النهائية والملاك شامشيل ظهرا بأقنعة تشبه وجه ساكييل. في إيفانجيليون: 1.0 أنت (غير) وحيد، بعد التصاقه بالوحدة-01، انفجر ساكييل إلى LCL قبل التدمير الذاتي. صمم ساكييل ليكون الملاك الرابع بدلاً من الثالث في سلسلة إعادة بناء إيفانجيليون.

### شامشيل
الملاك الرابع، شامشيل (シャムシェル Shamusheru)، مخلوق عملاق شبيه بالمفصليات، ذو جسم اسطواني طويل، ورأس يشبه المجرفة وعلامتين تشبهان بقعتين عينيتين (لكنهما ليستا عينين)، وثمانية أطراف مجزأة قابلة للطي. شامشيل لديه «ذراعان» قصيرتان تطلقان سوطين من الطاقة، يستطيع قطع الأشياء والتحكم بها بواسطتهما. بقي شامشيل أفقياً أثناء طيرانه، أثناء المعركة يقوم برفع جسمه مستقيماً ب90 درجة، مع بقاء «الرأس» موازياً للأرض. تقع نواته تحت حنجرته.
اشتبك شامشيل مع شينجي في الوحدة-01. أثناء المعركة، انقطع الحبل السري الخاص بالوحدة-01 بواسطة سوط شامشيل، وعلى شينجي أن يقاتله بالاعتماد على طاقة البطارية. بعد تجاهله الأوامر بالانسحاب، ألحق شينجي أضراراً قاتلة بنواة الملاك، باستعمال السكين المتقدمة للوحدة-01، قاتلاً إياه قبل ثوان من نفاد البطارية الداخلية للوحدة-01. سمحت الأضرار الطفيفة من جسد شامشيل لنيرف بالحصول على عينة شبه كاملة للملاك؛ بالرغم من عدم وجود تقرير منشور. تمكنت نيرف من الحصول على محرك S² الموجود في نواة الملاك، التي استعملها الفرع الثالث لنيرف في وقت لاحق في محاولة لتثبيتها في الوحدة-04.
شامشيل مسمى إثر ملاك الظهيرة (昼の天使 Hiru no Tenshi)، الموكل بحراسة مدخل حديقة عدن، أو «ملاك الظهيرة»، اسم شامشيل يلفظ خطأ «شامسيل» أثناء جمع سيلي لهجومات الملائكة حتى أرميسايل في الحلقة 23. في سلسلة إعادة بناء إيفانجيليون، أعيد تصميم جسد شامشيل: الأطراف المجزأة تحت رأسه تبدو شبيهة بهيكل طرفي متحرك متصل بالعمود الفقري المكشوف. ويمتلك أيضاً قناعاً عظمياً صغيراً مشابهاً لوجه ساكييل على رأسه. تحول شامشيل إلى LCL بعد موته. تصلب السوطان بعد موته وكانا كل ما بقي من جثته. تم وضعه ليكون الملاك الخامس بدلاً من الرابع في السلسلة. مصمم شامشيل، يوشيتوه أساري، رسم الملاك كأنثى في مانغا أوماكي تدعى «قبلة الملاك». إحدى الأوماكي أضيفت إلى الأدوات الإضافية في العدد الثاني من المانغا الرسمية.

### رامييل
الملاك الخامس، رامييل (ラミエル Ramieru)، هو كائن يمتلك شكل مجسم ثماني أزرق شفاف مجوف. يحمي رامييل نفسه بشعاع من فيض الجسيمات البروتونية التي تهاجم كل جسم معادٍ داخل منطقة دائرية محددة أو أي تهديد مباشر خارج المنطقة. يمتلك أيضاً حقل A.T. مرئياً يستطيع عكس الضوء المار خلاله. قام رامييل بمد مثقاب من رأسه السفلي محاولاً الحفر خلال طبقات جيوفرونت المدرعة، في محاولة تعتبر الأولى للوصول نحو دوغما النهائية. على الرغم من كونه أحد أقوى وأكبر الملائكة في المسلسل، إلا أن رامييل بطيء في طبيعته، مستعملاً مثقاباً بطيء الحركة للحفر نحو الجيوفرونت في حين يستعمل هجماته المميتة لأغراضه الدفاعية. لم تظهر نواة رامييل في المسلسل، لكن يعتقد بأنه داخل أعماق جسده. كشف الفيلم الأول من إعادة بناء إيفانجيليون موقع نواة رامييل وكونها في وسط جسده.
هزم رامييل على يدي ريه وشينجي في هجوم منسق (أول عملية يقوم بها الاثنان معاً). تمت تسمية العملية باسم مناورة ياشيما (ヤシマ作戦). تمت تهيئة إيفانجيليون الوحدة-01 التي يقودها شينجي بمدفع بوزتروني تجريبي لقنص الملاك من مسافة بعيدة، وهُيئت الوحدة-00 التي تقودها ريه بدرع خاص لحماية الوحدة-01. تطلب المدفع البوزتروني كل الطاقة في اليابان للعمل، ويمكن للدرع الصمود في وجه شعاع فيض الجسيمات لسبعة عشر ثانية. عندما أطلق شينجي، رد رامييل وأطلق في نفس الوقت. التقى الشعاعان، وغير كل شعاع مسار الآخر مسبباً تجنب الاثنين للإصابة. أطلق رامييل مرة أخرى قبل اكتمال شحن المدفع البوزتروني؛ لكن ريه أوقفت الشعاع. أولاً بالدرع ثم بالوحدة-00 نفسها بعد تدمر الدرع. أعطى ذلك شينجي وقتاً كافياً للإطلاق مرة أخرى بعد شحن المدفع، حيث اخترق مركز رامييل وقتله. مثل شامشيل، بقيت جثة رامييل سليمة وظهرت في الحلقات التالية قبل تفكيكها بالكامل.
تمت تسميته إثر ملاك الرعد (雷の天使 Kaminari no Tenshi) والرؤية السماوية، الذي يقود أرواح المؤمنين إلى الجنة. في سلسلة إعادة بناء إيفانجيليون، تغير رامييل بشكل ملحوظ؛ بقي شكله الثماني السطوح كما هو في وضعه البطيء، لكن أثناء الهجوم أو الدفاع، يقوم بالتحول إلى تنظيمات متناسقة لأشكال هندسية متعددة، مع تكوينات مختلفة للحالات المتفاوتة. مثقابه متكون من نفس جسده. بالإضافة إلى ذلك، قام رامييل بتحريك نواته في اللحظة التي أطلق فيها شينجي بدلاً من الرد بطلقة مماثلة، ولكن النواة تدمرت في الطلقة الثانية. يصاحب طلقات رامييل صوت يشبه صوت موسيقى كورالي أنثوية، وينبعث منه صراخ عندما يهاجم أو يتضرر وصنف كالملاك السادس بدلاً من الخامس

### غاغييل
الملاك السادس، غاغييل (ガギエル Gagieru)، هو كائن بحري ذو جسم ضخم وفكين طويلين ممتلئين بأسنان حادة. يمتلك أيضاً «وجهاً» صغيراً مشابهاً لساكييل على جبهته، وتقع نواته داخل فمه. يستطيع غاغييل استخدام أجزاء من فمه لقطع الأشياء مثل السفن الحربية. على خلاف الملائكة الذين سبقوه، لم يظهر غاغييل حقل A.T. مرئياً.
هاجم غاغييل أسطول الأمم المتحدة البحري الذي كان يقوم بتوصيل الوحدة-02، وبشكل سري، آدم الجنين المخزن إلى نيرف. كان غاغييل يبحث عن الجنين آدم، ولكن لأن وجود آدم كان سرياً (ربما حتى على سيلي)، ذكر في التقرير الرسمي لنيرف بأن غاغييل كان متوجهاً نحو الوحدة-02. تمكن غاغييل من تدمير ما يقارب ثلث الأسطول البحري.
اشتبك غاغييل مع الوحدة-02، التي كان يقودها كل من أسكا لانغلي سوريو وشينجي إيكاري في معركتهما الأولى معاً. تحدت أسكا الملاك بتهور مستعملة فقط معدات النوع-B (غير مناسب للقتال تحت الماء). أدت تقديرات أسكا الخاطئة إلى وقوف الوحدة-02 على مصعد إقلاع الطائرات الذي انهار، وأدى بكل من الوحدة-02 وغاغييل للسقوط في الماء، حيث وجد شينجي وأسكا نفسيهما جامدي الحركة. أغلق غاغييل فكيه على الوحدة-02، محتجزاً إياها بين فكيه. ابتكرت ميساتو خطة، وأجبرت الوحدة-02 الملاك على فتح فمه (لكن فقط عند اتحاد تفكير شينجي وأسكا)، مما سمح لسفينتين مغرقتين من نوع بارجات إيوا (إلينوي وكنتاكي) بالدخول في فم غاغييل (مكسرتين لعديد من أسنانه) وإطلاق النار (بالتحكم عن بعد) على نواة الملاك، مما أدى إلى تدمير نواة الملاك تدميراً ذاتياً، وهزيمته.
تمت تسميته إثر ملاك السمك (魚の天使 Sakana no Tenshi). في المانغا، اقتصر ظهور غاغييل على شريط فيديو تم عرضه لريه، وميساتو وشينجي عرضته ريستكو أكاغي، مظهراً الوحدة-02 (تقودها أسكا فقط)، مشتبكة مع الملاك، وملحقة ضرراً كبيراً باستخدام السكين المتقدمة، وذكر بأن الملاك قد دمر بعد ذلك. لم يظهر غاغييل في سلسلة أفلام إعادة بناء إيفانجيليون.

### إسرافيل
الملاك السابع، إسرافيل (イスラフェル Isuraferu) يمتلك مظهر كائن ضخم يشبه البشر، وشبيه بساكييل. يمتلك إسرافيل وجهاً/قناعاً، مشابه لساكييل، بشكل رمز يين-يانغ، ويمتلك زوجاً من المخالب الحادة ويستطيع إطلاق شعاع طاقة. يمتلك إسرافيل نواتين واقعتين في صدره، محاطتان من الجانبين بأربعة أطراف خارجية تشبه العظام.
يمتلك إسرافيل القدرة على الانقسام إلى ملاكين توأمين مختلفين، يشار إليهما بـ«ألفا» و«بيتا». الملاكان التوأمان متشابهان تقريباً في المظهر والخواص التي يمتلكها الكائن الأصلي باستثناء لون البشرة. كلاهما يمتلكان أقنعة تحتوي على ثلاث ثقوب عينية ويمتلكان نواتيهما الخاصتين، ولكن بدون الأطراف الهيكلية. يجب تدمير النواتين في نفس الوقت؛ وإلا فستعود النواة المتضررة إلى طبيعتها.
بعد خروجه من المحيط، اشتبك شينجي وأسكا مع الملاك. بتجاهلها الأوامر في الهجوم في توافق مع شينجي، هاجم أسكا الملاك بمفردها، مما فسخ الملاك إلى ملاكين. صادماً الجميع، انقسم إسرافيل إلى التوأمين الاثنين، وانتصر بشكل قاطع على شينجي وأسكا. بسبب ارتباك نيرف، سمح للقيادة الثانوية للأمم المتحدة باستلام زمام المعركة، وألقيت قنبلة N² على الملاك، مدمرة 28% من جسمه. تم تعطيل قدرة الملاك لمدة ستة أيام، وفي خلال هذه الفترة، قضاها الملاك للشفاء من إصاباته. هزم إسرافيل في هجوم متوافق من قبل أسكا وشينجي، مصاحباً لتسجيل موسيقي مع تذكر حركات رقص متعددة. مجبراً الملاك على الانقسام إلى توأميه، ثم العودة إلى شكله المنفرد. هذه المرة، مع النواتين مكشوفتين، اللتين دمرتا معاً.
إسرافيل سمي إثر ملاكي الشعر والموسيقى والرقص التوأمين (音楽の天使 Ongaku no Tenshi). في المانغا، بقي إسرافيل منقسماً إلى «توأميه» بعد انقسامه الأولي. لم يظهر إسرافيل في فيلم إيفانجيليون: 2.0 أنت (لا) تستطيع التقدم.

### ساندالفون
الملاك الثامن، ساندالفون (サンダルフォン Sandarufon)، مشابه في الشكل للربيان الغريب، لكن مع يدين في زوائده الشبيهة بالذراعين وعينين شبيهيتين بعيني الإنسان في الجانب الأيسر من رأسه. يظهر على أنه لايمتلك أية قدرات غير مقاومته الاستثنائية للحرارة والضغط، لدرجة قدرته على فتح فمه في الصهارة. لم يظهر حقل A.T. الخاص به مادياً.
اكتشف ساندالفون في طوره الجنيني في أعماق بركان جبل أساما. حاولت نيرف استغلال هذه الفرصة التي لم يسبق لها مثيل بالهجوم أولاً ضد ملاك. أرسلت أسكا في الوحدة-02 للإمساك بالملاك باستعمال قفص كهرومغناطيسي. لم يصمم ملحق النوع-B للإيفا من أجل البيئات القاسية، لذا ألحقت الوحدة-02 بملحقات النوع-D، المصمم خصيصاً للأجواء القاسية مثل الصهارة. استيقظ الملاك أثناء تنفيذ العملية، متحولاً بسرعة إلى طوره البالغ، وبدأ بمهاجمة الوحدة-02، ملحقاً الضرر بها، لكن الوحدة-02 لم تستطع أداء هجوم مضاد بسبب فقدانها للسكين المتقدمة من قبل بسبب ضغط الحمم البركانية (أرسلت الوحدة-02 فوق حد تحملها للضغط حتى مع ملحق النوع-D). هُزم ساندالفون على يدي أسكا باستخدام مبرد ملحق النوع-D (أُلهمت بمحادثة سابقة مع شينجي عن التمدد الحراري)، وسكين الوحدة-01 المتقدمة.
سمي ساندالفون إثر ملاك الأجنّة (胎児の天使 Taiji no Tenshi). لم يظهر ساندالفون في المانغا ولا في سلسلة إعادة بناء إيفانجيليون.

### ماتارايل
الملاك التاسع، ماتارايل (マトリエル Matorieru)، يمتلك مظهر مخلوق عملاق شبيه بالعنكبيات طويلة الأرجل مع أعين متعددة. العين الوسطى في أسفل البطن تفرز سائلاً حمضياً قوياً يستطيع بسهولة إذابة الخرسانة والفولاذ. حاول الملاك حرق نفق مباشرة نحو الجيوفرونت مستعملاً سائله الحمضي. يبدو أن ماتارايل لايمتلك أية أسلحة عدا هذا السائل، ولم يظهر حقل A.T. الخاص به مادياً، إلا أنه خلال خطة المعركة ضده ذكر استعمال الوحدة-02 لتعطيل حقل A.T. قبل الإطلاق عليه. لم يتم الكشف عن موقع نواة ماتارايل.
خرج ماتارايل من المحيط أثناء انقطاع شبه تام للطاقة في طوكيو-3 (سبب من قبل حزب أو شخص غير مسمى). هزم ماتارايل في عمل منسق بين الوحدات 00، و01 و02 في معركة للوحدات الثلاث معاً. بسبب انقطاع الطاقة، عملت الإيفا على بطارياتها الداخلية، مستكمل ببطاريات إضافية كبيرة محمولة على صناديق الكتفين، ويجب تشغيلها يدوياً. قُتل الملاك باستخدام أسلحة الإيفا النموذجية، المحاولة الوحيدة الناجحة في استعمال هذه الأسلحة.
سمي ماتارايل إثر ملاك المطر (雨の天使 Ame no Tenshi). لم يظهر ماتارايل في المانغا ولا في إيفانجيليون: 2.0 أنت (لا) تستطيع التقدم، ولكن في المانغا ظهرت مشكلة انقطاع الكهرباء دون ظهور ماتارايل.

### ساهاكوييل
الملاك العاشر، ساهاكوييل (サハクィエル Sahakwieru) هو مخلوق عملاق ذو شكل غريب. يمتلك ساهاكوييل جسماً ممدوداً، مع ثلاث علامات تشبه الأعين (واحدة في الوسط والأخريان على كلا نهايتيه)، وثلاث براعم تشبه الجذور ناتئة شعاعياً في كلا النهايتين. حقل A.T. الخاص بساهاكوييل قوي نسبياً، حيث يقدر على حماية الملاك من قنابل N² متعددة. يبدو أيضاً أن ساهاكوييل يمتلك القدرة على تعطيل اتصالات الأقمار الصناعية. أقوى أسلحة الملاك المدمرة هو نفسه: مستفيداً من كل من الطاقة الحركية وحقل A.T. الخاص به، قام ساهاكوييل بإلقاء قطع من جسمه بقنابل. ظهرت نواته كبؤبؤ «العين» الوسطى.
ظهر ساهاكوييل في البداية في المدار الأرضي المنخفض، منعت قدرة الملاك التعطيلية مقر نيرف من الاتصال بالقائد إيكاري أو نائب القائد فويوتسكي المتواجدين في أنتاركتيكا. عندما حاولت نيرف تحليل الملاك، قام بتحطيم الأقمار الصناعية الماسحة بواسطة حقل A.T. التابع له (إلا أن نيرف استطاعت إكمال المسح). محاولات تدمير الملاك باستخدام قنابل N² الجوية فشلت تماماً. بدأ الملاك بعدها بإلقاء قطع من جسمه على الأرض. سقطت القطعة الأولى في المحيط الهادي (بعيدة عن طوكيو-3)، لكن مع كل محاولة ناجحة تحسن تصويب الملاك. من أجل الضربة الأخيرة، الهجوم الذي سيكون على نيرف بشكل صحيح، أراد ساهاكوييل إسقاط جسمه بالكامل على طوكيو-3. الانفجار الناتج سيكون قوياً لدرجة أن طوكيو-3 ستتحول إلى امتداد للمحيط الهادي.
اعترض ساهاكوييل وقتل بواسطة العمل المشترك بين الإيفانجيليون الثلاث. أوقفت إيفا-01 سقوط الملاك البدني عن طريق «إمساكه»، ثم أبقته الإيفا الثلاث بعيداً عن الأرض، أبطلت إيفا-00 حقل A.T. التابع لساهاكوييل، معطلة كل قدراته الهجومية، ثم قضت إيفا-02 على الملاك بطعن نواته بواسطة السكين المتقدمة.
سمي ساهاكوييل إثر ملاك السماء (空の天使 Sora no Tenshi). في إيفانجيليون: 2.0 أنت (لا) تستطيع التقدم، أعيد تصميم ساهاكوييل بمراحل مختلفة. ظهر أولاً في الفضاء ككرة عملاقة محاطة بغشاء أسود مغطى بعلامات متحركة تشبه الأعين. وعندما اقترب من الهبوط، قام يإزالة الغشاء وتحول إلى شبيه لنظيره الأصلي؛ إلا أن شكله الجديد أكبر ويمتلك أشواكاً حادة تحيط به. عندما استعمل شينجي حقل A.T. الخاص بإيفا-01 لإيقاف سقوطه، ظهر جسد مشابه لساكييل من العين الوسطى وهاجم إيفا-01 بذراعين تحولا إلى مثقابين. بدأ الملاك بدفع نفسه نحو الأرض بكمية متزايدة من الدفع، مجبراً شينجي على المقاومة وإبقاء الملاك بعيداً عن الأرض، ودافعاً بإيفا-01 لدرجة التحطم. نواة الملاك أيضاً موجودة في حافة العين الوسطى، وبدأت النواة بالتحرك على حافة العين لتجنب هجمات أسكا في إيفا-02 إلى أن أوقفت ريه في إيفا-00 النواة عن الدوران (مؤذية نفسها بشدة بالمقابل). طعنت أسكا النواة بسكينين (وركلت إحداهما بشكل أعمق داخل النواة) لتدميرها، مما تسبب في انفجار ساهاكوييل إلى فيضان ضخم من الدم وغطى جزءاً كبيراً من المدينة. تم تصميمه كالملاك الثامن في إيفانجيليون: 2.0 أنت (لا) تستطيع التقدم.

### إرويل
الملاك الحادي عشر، إرويل (イロウル Irouru) هو كائن بحجم النانو، مشابه للفيروس. بالإضافة إلى حقل A.T. الخاص به، يمتلك إرويل القدرة على التكيف والتأقلم مع كل شيء تقريباً. بدلاً من «تحركه» في الحس التقليدي، يبدو أن الملاك ببساطة ينتشر عن طريق الاستنساخ الخلوي بسرعة كبيرة. ليس من المعلوم ما إذا كان إرويل يمتلك نواة أم لا.
ظهر إرويل في صندوق بريبنو في أعماق الجيوفرونت، حيث نظر إليه خطأً كتآكل قبل انتشار إلى مكان اختبار القواد. ريتسكو وميساتو، قبل فهم الشيء الذي يتعاملان معه، حاولا تدمير «التآكل» بالليزر، ليروا حقل A.T. قد أوقف عملهم. اكتشفت نيرف بعد ذلك بأن الملاك ضعيف أمام الأوزون وقامت بإطلاق كمية كبيرة منه نحو منطقة التأثر. أوقفت الخطة انتشار الملاك لفترة بسيطة، ولكن بعد ثوانٍ معدودة، تكيف الملاك مع الأوزون وامتصه لزيادة قوته قبل تحوله فجأة إلى ما يشابه الدورة الإلكترونية. بعد اتصاله بأنظمة حواسيب صندوق بريبنو، بدأ الملاك إلكترونياً باختراق أنظمة حواسيب الماجي، واقياً الاتصالات القاسية بحقل A.T. على الأسلاك لمنعها من الانقطاع. أثناء كونه في الداخل، استطاع إرويل قراءة ملفات حساسة وخطيرة وحاول بدء التدمير الذاتي قبل إبطائه بشكل كافٍ مما سمح لريتسكو ببدء تدمير الملاك باستخدام آخر ماجي «حر» لجعل الملاك على مسار تطوري يؤدي به إلى دماره.
إرويل مسمى إثر ملاك الرعب (恐怖の天使 Kyōfu no Tenshi). لم يظهر إرويل في المانغا، إلا أن حواسيب الماجي بُرمجت مباشرة لإيقاف محاولة اختراق من قبل سيلي بواسطة اثنين أو ثلاثة أنظمة ماجي في فروع أخرى لسيلي. لم يظهر إرويل في سلسلة إعادة بناء إيفانجيليون.

### ليلييل
الملاك الثاني عشر، ليلييل (レリエル Rerieru) يمتلك مظهراً خادعاً وخصائص وقوى غريبة. ظهر الملاك في البداية كجسم كروي طافٍ كبير أبيض وأسود، وعندما يتعرض للهجوم، يظهر مرة أخرى كظل أسود كبير. جسم الملاك الحقيقي هو الظل نفسه، و«ظل» الملاك هو الجسم الكروي الطائر، هذا جعل ليلييل صعب المواجهة حيث من المستحيل مهاجمة كائن ثنائي الأبعاد. وصف ليلييل بأنه يمتلك حقل A.T. مقلوباً، مما يسمح للملاك بابتلاع أي شيء داخل نطاق جسمه الشبيه بالظل، ولكن مع إبقائه بداخله (وبهذا يكوّن تناظر مرآة في اتجاهين). داخل حقل A.T. المقلوب يقع بحر ديراك، الذي يقود إلى «كون آخر». في امتداده الكامل، يكون جسم الملاك بطول 600 متر في القطر و3 نانومترات في السمك. ليس من المعلوم امتلاك ليلييل لنواة أم لا.
ظهر ليلييل في الهواء فوق طوكيو-3، وأرسلت الإيفا الثلاث لمواجهته. شينجي، في الوحدة-01، أطلق بتهور على «جسم» الملاك الكروي، الذي اختفى قبل إصابته بالطلقات. مباشرة بعد اختفاء «الجسم»، ظهر ظل تحت قدمي الوحدة-01، مبتلعاً كلاً من الإيفا وجزءاً أساسياً من طوكيو-3. انقطعت كل وسائل الطاقة والاتصال بالوحدة-01. عندما أدركت نيرف خصائص الملاك، من أجل القضاء عليه، قررت نيرف إلقاء قنابل N² ال992 المتبقية داخل الملاك أثناء تعطيل كل من الوحدة-00 و02 لحقل A.T. الخاص بليلييل، حتى مع إمكانية موت شينجي أثناء ذلك. داخل الملاك، عاش شينجي نوعاً غريباً من التحليل النفسي الذاتي (اعتقدت سيلي بأن تلك كانت محاولة من الملاك للتواصل مع البشر). قبل لحظات من إلقاء قنابل N² على ليلييل، هاجت الوحدة-01 وقطعت طريقها خارج الظل الكروي، ممزقة جسمه الثنائي الأبعاد. أطلق الظل الكروي سيولاً من الدم أثناء خروج الوحدة-01 منه.
سمي ليلييل إثر ملاك الليل (夜の天使 Yoru no Tenshi). لم يظهر ليلييل في المانغا ولا في إيفانجيليون: 2.0 أنت (لا) تستطيع التقدم.

### باردييل
الملاك الثالث عشر، باردييل (バルディエル Barudieru)، استولى على الوحدة-03. يمتلك باردييل كل خصائص وقدرات الوحدة-03، ويستطيع تمديد ذراعي الإيفا لمسافة تساوي بشكل كبير طول الإيفا. لم تظهر نواة الملاك، ولكن، حيث أنه سيطر على الوحدة-03، وحيث أن كل إيفانجيليون تمتلك نواة، يمكن افتراض أنه استولى على نواة الوحدة-03.
ظهر باردييل في البداية داخل غيمة، مصيباً الوحدة-03 خلال مرورها بين السحاب أثناء نقلها من الولايات المتحدة الأمريكية إلى اليابان. ليس من المعلوم ما إذا كان باردييل مختبئاً بين السحب أم كان السحابة نفسها. كشف الملاك عن نفسه أثناء اختبار التشغيل في منشأة ماتسوشيرو، في مرحلة الوصول إلى «الحد المطلق» (مرحلة البدء حين يتواصل القائد مع الإيفا). بالرغم من قطع كل مصادر الطاقة الخارجية، يبدو أن الملاك قام بتوليد محرك S² قادر على تزويد الوحدة-03 بالطاقة، مستولياً على الوحدة-03 بالكامل، ومدمراً القاعدة في انفجار كبير اكتشف في مقر نيرف. في ردة للانفجار وبعد اكتشاف جسم غير معروف، أرسلت نيرف الإيفا الثلاث لمواجهته. بالنظر إلى العدو كان إيفا، تردد قواد الإيفا في القتال. هزم باردييل أسكا في الوحدة-02 فوراً. ريه، القلقة حيال القائد المسيطر عليه داخل الإيفا، لم تستجب بسرعة لأوامر الهجوم وتردد لوقت كافٍ استطاع فيه الملاك إدراك وجودها، وهاجمها وحاول الاندماج مع الوحدة-00. أمر القائد إيكاري بقطع الجزء المتأثر من إيفا ريه، مما رمى بالملاك بعيداً ومسبباً شللاً لذراع ريه اليسرى. ركز الملاك بعد ذلك على شينجي. أثناء هجومه، أدرك شينجي أن قابس الإدخال لايزال داخل الإيفا. حتى مع هجوم باردييل على الوحدة-01، مستعملاً ذراعيه المتمددتين للمرة الأولى، رفض شينجي القتال، رافضاً إيذاء قائد إيفا المحتجز. أمر غيندو بقطع الاتصال بين شينجي والوحدة-01 واستبداله بالقابس الوهمي (أو النظام الوهمي في إيفانجيليون: 2.0). تحت سيطرة القابس الوهمي، كسرت الوحدة-01 رقبة الوحدة-03، وبدأت بتقطيعها إرباً، ولم تتوقف إلى أن سحقت قابس الإدخال - وبداخله توجي سوزوهارا - في يدها.
ذكرت سيلي بدقة الملاك الثالث عشر أثناء استجوابها لميساتو عن الملاك الثاني عشر. لم تعط أية أسباب عن هذا التلميح. لكن، الملائكة الثاني عشر، والثالث عشر، والخامس عشر والسادس عشر كلهم حاولوا الاتصال مع إيفا.
تمت تسميته إثر ملاك الضباب (霞の天使 Kasumi no Tenshi). في المانغا، كان شينجي على علم بكون توجي قائد لإيفا-03، على خلاف الأنمي حيث كان شينجي على علم بأن هناك قائداً للإيفا إلا أنه لم يكتشف بأنه توجي إلا بعد المعركة، بعدما رآه محمولاً خارج حطام قابس الإدخال. بالإضافة إلى ذلك، مات توجي عندما حطمت الوحدة-01 قابس إدخال الوحدة-03، لكن نجا في الأنمي لكنه أصيب بشكل خطير.
في المانغا، أشار غيندو إلى باردييل بأنه الملاك الثامن. لكن، حتى مع حذف بعض الملاشكة الذين ظهروا في الأنمي، كان من المفترض أن يشار إليه بأنه الملاك التاسع. في إيفانجيليون: 2.0 أنت (لا) تستطيع التقدم، تم التأكد من باردييل على أنه الملاك التاسع الذي أصاب الوحدة-03، التي تقودها أسكا لانغلي شيكينامي (بدلاً من الوحدة-02 التي وضعت تحت الحجز تحت إطار اتفاقية الفاتيكان، التي تسمح للدول بامتلاك ثلاث إيفانجيليون كحد أقصى). هذه المرة، يمتلك الملاك قدرة جديدة لم تر من قبل: عندما أبعدت الوحدة-01 يدي الوحدة-03، قام باردييل بكسر ملحقات الكتفين وظهر زوج ثانٍ من الأذرع. لاقى باردييل المصير نفسه الذي لاقاه في الأنمي، باستثناء كون قابس الوحدة-03 قد سحق بواسطة فم الوحدة-01. نجت أسكا من الموت، لكنها تعرضت لإصابات بالغة ووضعت تحت الحجر الصحي خوفاً عليها من التلوث النفسي من قبل الملاك.

### زيرويل
الملاك الرابع عشر، زيرويل (ゼルエル Zerueru)، ظهر ككائن طائر بنفس حجم الإيفا لكن بدون الأطراف البشرية، وجمجمة مشوهة كوجه. يمتلك زيرويل شعاع طاقة قوياً يمكنه مرات متعددة في نجاح سريع، وذراعين مطويتان تشبهان الصفيح يستعملهما كسلاحي قطع في معارك المدى القريب. تستطيع الذراعان اختراق معظم المواد بسلاسة نسبية. استعمل زيرويل ذراعيه للزحف بعدما اخترق دوغما المركزية بعد الجيوفرونت. يمتلك الملاك حقل A.T. قوياً نسبياً، و"بشرته الشبيهة بالدرع قوية بما فيه الكفاية لتحمل انفجار مباشر لقنبلة N² بدون أضرار على الإطلاق حتى بدون استعمال حقل A.T.. وبشكل عام، زيرويل أحد أقوى الملائكة على الإطلاق. تقع نواته في صدره.
ظهر زيرويل في البداية واتجه نحو الجيوفرونت، وفي إثبات لقوته، استطاع اختراق الصفائح ال24 المدرعة للجيوفرونت بسرعة فائقة. داخل الجيوفرونت، واجه زيرويل أسكا في الوحدة-02، أسلحة أسكا المدفعية من المدفع الرشاش المزدوج كانت بلا جدوى، ثم قامت أسكا باستعمال البازوكا المزدوج التي لم تؤثر أيضاً، ثم رد زيرويل بهجوم سريع من ذراعيه قاطعاً ذراعي الوحدة-02. بعد ذلك، حاولت ريه في الوحدة-00 إيقاف زيرويل في هجوم انتحاري مستعملة قنبلة N² اخترقت بالقوة حقل A.T. الخاص بزيرويل؛ لكن زيرويل غطى نواته بغشاء واقٍ، الذي فشلت القنبلة في اختراقه وقام زيرويل بتعطيل الوحدة-00. شرع زيرويل في اختراق الدوغما المركزية في النهاية (الملاك الوحيد الذي استطاع اختراق الجيوفرونت وتجاوزها بالقوة). قبل ثوانٍ من محاولته لتدمير مركز القيادة (وكل من فيه)، اعترض الملاك من قبل شينجي في الوحدة-01.
أثناء القتال، استعمل شينجي نظام إخراج الإيفا لإطلاق الوحدة-01 وزيرويل والخروج من مقر نيرف نحو الجيوفرونت المدمرة. كان زيرويل على وشك تدمير الوحدة-01، وقطع ذراعها اليسرى أثناء ذلك، ولكن قبل أن يضرب الضربة الأخيرة، هاجت الوحدة-01. ركلت الوحدة-01 الملاك بعيداً، ممزقة إحدى ذراعيه ومحولة إياها إلى ذراعها المقطوعة. هاجم الملاك بعدها الوحدة-01 بذراعه الأخرى، التي تدمرت بحقل A.T. الخاص بالوحدة-01، متسببة ارتداد الشظايا الحادة وجرح الملاك بشكل بالغ. سحقت الوحدة-01 وجه زيرويل إطلاق آخر طلقة له. قضت الوحدة-01 على الملاك المشلول والتهمته، مستوعبة محرك S². بعد ذلك، تحررت الوحدة-01 من درعها.
مادة جسد زيرويل تغيرت خلال القتال: في البداية، كان وجهه صلباً ومتيناً بما فيه الكفاية لإطلاق الشرار عندما أُخرج بالقوة من مخرج الإيفا من قبل شينجي، ولكن بعد موته، حتى الجمجمة الصلبة على وجهه صارت ضعيفة ولينة.
تمت تسميته إثر ملاك القوة (力の天使 Chikara no Tenshi). صُمم زيرويل كالملاك العاشر في إيفانجيليون: 2.0 أنت (لا) تستطيع التقدم، وتغير مظهره بشكل جزئي. في الأنمي، كان شكل جسم زيرويل مشابهاً للبطريق، ممتلكاً جسماً اسطوانياً قصيراً وثخيناً، مع زائدتين تشبهان الساقين متدليتين، مع ذراعيه الصفيحيتين. في إعادة بناء إيفانجيليون، تعرض زيرويل لتحول طفيف. كان جسمه في البداية مشابهاً لجذع الإنسان في الشكل، وعندما بدأ بالنزول نحو الجيوفرونت، انحل جسده إلى شرائط سوداء طويلة تشبه القماش. وعندما دخل الجيوفرونت، بدا زيرويل بجسد يشبه الشبح، وهو قادر على لف الشريطتين الأطول (بديلتين للذراعين الصفيحيتين) في شكل برميل، قبل دفعهما نحو الخارج بقوة كبيرة. في حين لعبه دوراً مشابهاً للدور السابق، هناك بعض التغييرات في القتال، ماري هي قائدة الوحدة-02، وليست أسكا، وقامت باستعمال رمز سري لتحرير كل المحددات من الإيفا والتخلي عن إنسانيتها، وبالتالي دخولها في حالة هيجان تحت السيطرة، وقام زيرويل بتعطيلها بتمزيق جزء من الرأس وإحدى الذراعين بدلاً من كلتا الذراعين. ساعدت الوحدة-02 أيضاً الوحدة-00 في اختراق حقل A.T. الخاص بزيرويل، ممزقة الحقل بأسنانها. قام زيرويل بالتهام الوحدة-00 بعد هجوم ريه الانتحاري ومتحولاً إلى جسد أنثى بشرية عملاقة شاحبة البشرة، مع إحاطة الجمجمة المشوهة بمحاليق سوداء طويلة تشبه الشعر (بنفس طول زيرويل الجديد على أقل تقدير) للرأس واستعمل رمز تعريف الوحدة-00 لتعطيل دفاعات الدوغما المركزية. كان هذا الشكل الذي واجهه شينجي، وفي حين كانت نهاية المعركة مشابهة بشكل كبير في التفاصيل، إلا أن النتيجة كانت مختلفة بشكل كبير عن الأنمي. بدلاً من دخوله في مرحلة الهيجان عندما نفاد الطاقة، قاد شينجي الوحدة-01 لإعادة التشغيل بقوة إرادته، وتحولت الإيفانجيليون إلى ما يشبه المثال الملائكي (مظهرة هالة مشابهة للهالات التي ظهرت على بعض الملائكة السابقين في سلسلة إعادة البناء). بقي شينجي أيضاً في وعيه لبقية المعركة، متحكماً بالإيفا وموجهاً إياها لإنقاذ ريه. استبدلت الوحدة-01 ذراعها المفقودة بأخرى مكونة من حقل A.T. الخاص بالإيفا، بعكس الذراع المأخوذة من زيرويل. بدلاً من التهام زيرويل بعد تقطيعه، فصلت الوحدة-01 ريه ونواة الوحدة-00 عن زيرويل مسببة انفجار نواة زيرويل في المقابل. انفجر الملاك ثم تشكل مرة أخرى بصورة نسخة عملاقة طبق الأصل لريه، التي امتصتها نواة إيفا-01. بدأ زيرويل بعد ذلك بتحويل إيفا-01 إلى حياة جديدة تحدت الأسباب، وعادت إلى الحياة بثمن زوال الحياة السابقة، لكن كاورو في مارك.06 رمى نسخة رمح لونغينوس نحو الوحدة-01 لإيقاف الاصطدام الثالث.

### أرايل
الملاك الخامس عشر، أرايل (アラエル Araeru)، يمتلك شكل كائن مجنح ضخم لامع. بالإضافة إلى حقل A.T. الخاص به، ظهر سلاح أرايل الرئيسي كشعاع ضوئي أبيض مصفرّ، يقوم باختراق عقل الهدف ويهاجم نفسه مباشرة (قيل بأن الضوء نفسه يمتلك خصائص مشابهة لحقل A.T.). تقع نواته خارج جسده ومحتجزة بين الزائدتين الموجودتين في بطنه.
ظهر أرايل في البداية في المدار الأرضي المنخفض، خارج مدى الأسلحة التقليدية والإيفانجيليون. متجاهلة الأوامر بعملها كدعم لريه، واجهت أسكا الملاك وحدها في الوحدة-02. عند تصويبها نحو الملاك، استعمل سلاحه ضدها. أجبر الهجوم النفسي أسكا على استرجاع رعب طفولتها وتفكيك واجهتها الاجتماعية والمشاعرية المزيفتين، متسببة في صدمة نفسية كافية لجعل أسكا تفقد توافقها مع الإيفا، التي توقفت عن النشاط. بعد التأكد من عدم جدوى سلاح فيض الجسيمات أمام حقل A.T. بسبب المسافة البعيدة، أمر غيندو ريه، في الوحدة-00، بالنزول نحو دوغما النهائية واستعمال رمح لونغينوس ضده (الأمر الذي اعترضه كل من ميساتو ونائب القائد فويوتسكي، بالرغم من أسبابهما المختلفة). نزلت ريه نحو دوغما النهائية، وأزالت الرمح من صدر ليليث، وعادت إلى السطح، وقذفت بالرمح نحو الملاك. اخترق الرمح حقل A.T. ودمر الملاك؛ ولكنه تجاوز الجاذبية الأرضية (وسقط على القمر في النهاية)، ولم تستطع نيرف استعادته.
تمت تسميته إثر ملاك الطيور (鳥の天使 Tori no Tenshi). في الأنمي، لم تعانِ أسكا من أية أعراض رجعية جسدية من الهجوم النفسي، لكنها دخلت في غيبوبة بسبب الصدمة النفسية في المانغا. في الأنمي، صاحب هجوم أرايل النفسي جوقة «هللويا» من أوراتوريو المسيح لهاندل.

### أرميسايل
الملاك السادس عشر، أرميسايل (アルミサエル Arumisaeru) ظهر بشكل طارة لامعة كبيرة تشبه البلازميد. في طوره الساكن الابتدائي، يتكون جسم الملاك من لولب ثنائي متقاطع. أثناء المعركة، يتفكك اللولب الثنائي إلى خيط منفرد، يقوم بمهاجمة الأعداء، مستفيداً من جسمه بالكامل كسلاح. قواه فعالة بما فيه الكفاية لاختراق حقول A.T. الخاص بالإيفا.
ظهر أرميسايل في البداية، ربما فجأة في الهواء، خارج حدود طوكيو-3، وأرسلت ريه في الوحدة-00 وأسكا في الوحدة-02 ضده. عندما اقتربت الإيفا منه، اتخذ أرميسايل «وضع المعركة». اخترق أرميسايل حقل A.T. الخاص بالوحدة-00 ونواتها وبدأ بالاندماج مع الإيفا. أثناء اتصاله بالوحدة-00، اندمج الملاك مع ريه أيضاً وتواصل معها نفسياً، مظهراً رغبته في الاندماج معها ومجبراً إياها على الشعور بألمه، الذي أدركت ريه بأنه العزلة. عندما أمرت بمساعدة ريه، لم تستطع أسكا حتى تحريك الإيفا، وهكذا أخرجت من المعركة. غيندو، الذي يبدو يائساً من إنقاذ ريه، أمر بإلغاء تجميد الوحدة-01 (التي أبقيت كذلك منذ معركتها مع زيرويل) لمواجهة الملاك (الأمر الذي رفض تنفيذه عندما هوجمت أسكا من قبل أرايل). عندما اقتربت الوحدة-01 من الملاك، حاول أرميسايل صدها عن ذلك، و، عندما تأكد نجاحه المزدوج، بدأ أرميسايل بالاندماج مع الوحدة-01 أيضاً، متخذاً مظهر ليليث في «نهاية إيفانجيليون». لمنع الملاك من الاندماج مع شينجي، عكست ريه حقل A.T. الخاص بالوحدة-00، ساحبة الملاك نحو نواة الإيفا. قامت ريه بعد ذلك بتدمير الإيفا الذاتي، مما أدى إلى «قتل» جسدها الثاني وانفجار الوحدة-00، مع الملاك، وجزء كبير من منطقة طوكيو-3.
سمي إثر ملاك الرحم (子宮の天使 Shikyū no Tenshi). أثناء الاندماج مع أرميسايل في قص المخرج والنسخة البلاتينية (وأيضاً في المانغا)، ظهرت كتلة ورمية لحمية نامية من ظهر الوحدة-00 مجسدة أشكال معظم الملائكة الذين واجهتهم الإيفانجيليون. وأيضاً، للحظة قبل انفجار الوحدة-00، تحولت الإيفا إلى ريه عارية بيضاء مشابهة لليليث، مع هالة فوق رأسها.

### تابريس
تابريس (タブリス Taburisu)، الملاك السابع عشر والأخير، يمتلك شكل الإنسان، كاورو ناغيسا. مع الملائكة السابقين، فقد «ولد من آدم»، بالرغم من أنه من المحتمل أنه اخترع من قبل سيلي. يمتلك تابريس روح آدم، مثلما تمتلك ريه روح ليليث. حقل A.T. الخاص بتابريس هو أقوى حقل تم اكتشافه، فهو قوي بما فيه الكفاية لحجب «الضوء، المغناطيسية، الجسيمات الدون ذرية، كل شيء». يستطيع التحكم في أية إيفانجيليون كما يشاء، حتى خارج قابس الإدخال، طوال بقاء الروح التي تسكن الإيفا نائمة. داخل قابس الإدخال، يستطيع تابريس وضع نسبة توافقه في أي مستوى يريده. طبيعة أو حتى احتمال وجود نواته غير معروف أصلاً.
تابريس، ككاورو، تسلل إلى نيرف تحت غطاء كونه مرسلاً لاستبدال أسكا كقائد الوحدة-02. أثناء بقائه في طوكيو-3، استطاع كاورو تكوين صداقة قوية للغاية مع شينجي. كشف كاورو بعد ذلك عن كونه ملاكاً، متحكماً بالوحدة-02 ونازلاً معها نحو الدوغما النهائية. أرسل شينجي في الوحدة-01 لإيقافه، ولكن أجبر على قتال الوحدة-02 في حين نزول تابريس نحو الدوغما النهائية. ظهر حقل A.T. الخاص بتابريس خلال المعركة، مغلقاً كل الاتصالات بينهما وبين أي شخص في الخارج. بعد وصوله إلى الدوغما النهائية، تفاجأ تابريس لاكتشافه بأن الملاك المحتجز هناك ليس آدم، بل ليليث. قام شينجي بتعطيل الوحدة-02 وأكمل محاولته في إيقاف تابريس. تابريس، المحتجز في قبضة الوحدة-01، صرح بعدم رغبته في تدمير البشرية بتسببه بالاصطدام الثالث، وطلب من شينجي أن يقتله. شينجي، بعد فترة طويلة من التردد، سحق الملاك في يد الإيفا.
تابريس مسمى إثر ملاك حرية الإرادة والبدائل (自由の天使 Jiyū no Tenshi). (كسرت التسمية هذه اتفاقية التسمية للملائكة السابقين في استعمالها لتسمية ياه النسبية، بدلاً من تسمية إل النسبية). كان ظهور كاورو ناغيسا لأول مرة في إعادة بناء إيفانجيليون بعد معركة رامييل بفترة وجيزة.

### ليلين
الملاك الثامن عشر، ليلين (リリン Ririn)، الذي قالت عنه ميساتو في نهاية إيفانجيليون بأنه الجنس البشري نفسه. كان ذلك الاسم الذي استخدمه تابريس لوصف الجنس البشري، في إشارة إلى منتجهم، ليليث. كونهم أبناء ليليث، وهب الليلين «فاكهة الحكمة»، التي هي مصدر ذكائهم وتقنياتهم. مثل الملائكة، يمتلك الليلين أيضاً حقول A.T. ولكن ليس كالملائكة السابقين الذين يمكنهم إظهاره بدنياً، ولكن حقول A.T. الخاصة بالليلين هي ببساطة ما يفصل كل إنسان عن البقية، مشكلاً الهوية الفردية. في المانغا، أخبرت ميساتو شينجي بأن البشر هم الملاك الثامن عشر المولودون من ليليث، كان من المفترض ألا يولدوا على الأرض.

## الظهور في غير الأنمي

### إعادة بناء إيفانجيليون
في سلسلة أفلام إعادة بناء إيفانجيليون، عاد معظم الملائكة مع بعض الاختلافات والتصاميم الأصلية الجديدة. تغير ترتيب الملائكة ولم يظهر بعض الملائكة الذين ظهروا في الأنمي الأصلي. معظم الملائكة ماتوا بطريقة مختلفة عما كانوا عليه في المسلسل الأصلي.
ظهر ملاكان جديدان بدون أسماء لأول مرة في إيفانجيليون: 2.0 أنت (لا) تستطيع التقدم. الأول هو الملاك الثالث الجديد، الذي صممه الرسام موهيرو كيتوه، الذي ظهر كعمود فقري فوق جسد صغير مع أقدام صغيرة ويمتلك رأساً يشبه الطائر يحتوي على نواة الملاك. كان الملاك تحت دراسة قاعدة بيثاني التابعة لنيرف في روسيا عندما هرب، ودمر في النهاية على يد ماري إلوستوريوس ماكينامي في إيفانجيليون التجريبية الوحدة-05. قال كاجي بأنه ظهر كهيكل عظمي لأن علماء نيرف أجروا عليه تجارب واسعة لدرجة أن ذلك كان بقية جسد الملاك. الملاك الثاني الغير مسمى هو الملاك السابع الجديد، الذي صممه كازويا تسوروماكي، الذي بجسد طائر الشرب مصنوع من أشكال معدنية طافية مع بندول ساعة عملاق يمتلك نواة الملاك، وساقين مكونتين من لولب متقاطع تشبه طوالة الرجل تقومان بتجميد الماء للسماح له بالمشي على المحيط. يمتلك رأسه أيضاً زائدتين تشبهان عقارب الساعة تسمحان للملاك بإطلاق هجومه عندما يلتقي العقربان. تم تدمير الملاك في النهاية على يد أسكا لانغلي شيكينامي في إيفانجيليون الوحدة-02. ظهر ملاك ثالث بدون اسم في إيفانجيليون: 3.0 أنت (لا) تستطيع الإعادة كالملاك الثاني العشر الجديد. كان الملاك مختوماً داخل مارك.06 ومن ثم تحرر عندما قطعت مارك.09 رأس مارك.06، وبعدها قامت الوحدة-13 بابتلاع الملاك.

### أخرى
تمتلك غايناكس العديد من الملائكة الذين ظهروا في وسائل أخرى لنيون جينيسيس إيفانجيليون. في اللعبة إيفانجيليون الانبهار الثاني، مايومي ياماغيشي هي ملاك معروف باسم الملاك الواهي. أصدرت غايناكس عدداً من مجسمات الذكرى السنوية العاشرة تحت عنوان كروموسوم الملاك XX. تم تصميم المجسمات على يد رسام كيرو ميني يوشيزاكي وهي نسخ تجسيمية أنثوية لملائكة مختلفين. يعطي تغليف المجسمات مظهراً على أنها عينة من مختبرات نيرف، ومعلمة برمز الأخطار البيولوجية. ليليث، وساكييل، وزيرويل، وأرميسايل، وتابريس مميزة تحت خط «الملاك-XX»، وأيضاً مجسم يدعى «الرمز:BE»، المشابه ظاهرياً لجسد ليليث. شامشيل، وساهاكوييل، وأرايل مميزون تحت خط «الملاك-XX: التالي». خط آخر، «الملاك-XX: نانو»، يظهر نسخ موي لكل من مجسمات ليليث، وساكييل، وزيرويل وتابريس، بالإضافة إلى مجسم فريد لليلييل تحت خط «نانو». ظهر ملاكان إضافيان في لعبة إيفانجيليون للأدوار التعاقبية. كلاهما مسميان إثر أسماء في القرآن، وهما يكونان إبليس الذي ظهر ككائن يشبه السلحفاة، وباراقيل (؟)، كائن يشبه المرجان مع عين ضخمة مغطاة بمحجر هلامي يستعمل هجومات كهربائية. في نيون جينيسيس إيفانجيليون: غاكوين داتينروكو، الملائكة هم عبارة عن أرواح موجودة داخل مادة كروية حمراء مسماة «قلوباً». يقومون بالاستيلاء على جسد كائن ما ولكن ذلك يقتل روح الجسد المضيف.